# Severní Hwanghe
Severní Hwanghe (korejsky 황해북도 – 黃海北道; Hwanghä-pukto) je jedna z provincií Severní Koreje. Vznikla v roce 1954 rozdělením provincie Hwanghe na severní a jižní část. Severní Hwanghe má rozlohu 18 970 čtverečních kilometrů, v roce 2008 v ní žilo přes dva miliony obyvatel a hlavním městem provincie je Sariwon.

## Poloha
Severní Hwanghe leží na jižním okraji země u hranice s Jižní Koreou. V rámci severní Koreje sousedí na severu s Pchjongjangem a Jižním Pchjonganem, na východě s Kangwonem a na západě s Jižním Hwanghe.

## Členění
Severní Hwanghä se člení na tři města, Sariwon, Kesong a Songnim, a devatenáct okresů.